# Orleans (Massachusetts)
Orleans – miasto w Stanach Zjednoczonych, w stanie Massachusetts, w hrabstwie Barnstable.